# Dorothy Molloy
Dorothy Molloy (Ballina, 10 de junio de 1942-Dublín, 4 de enero de 2004) fue una poeta, periodista y artista irlandesa.

## Trayectoria
Dorothy nació en 1942, hija de Kathleen (Doris) Murphy y Patrick Molloy. Su padre era constructor y se mudó con su familia de tres hijos y dos hijas a Dublín alrededor de 1948. Como resultado, Molloy se educó en la Abadía de Loreto, Dalkey. Luego asistió a la Universidad Colegio Dublín (UCD), donde estudió idiomas, específicamente francés y español. Se casó con Andrew Carpenter, profesor de la Escuela de Inglés de la UCD el 3 de febrero de 1983.
Molloy trabajó en Francia y en España como estudiante de intercambio y au pair. Al graduarse, se mudó a Barcelona donde trabajó en un proyecto que debía documentar la historia de los irlandeses en el continente europeo, el Overseas Project de la Universidad Colegio Dublín. Para este proyecto, pasó un tiempo considerable trabajando en los archivos españoles, y escribió su trabajo en artículos para Éire-Ireland en 1971. También trabajó para la revista española Destino, la editorial londinense Art and Artists y para el periódico Irish Independent. 
Como conservadora en una galería de arte, en España, ayudó a organizar una exposición individual de Julia Mateu, en Dublín en 1967. De forma paralela, Molloy estuvo pintando, y expuso en solitario en Barcelona en 1971 y 1973. En 1979, regresó a Dublín y realizó exposiciones individuales en Galway en 1984, y en Dublín en 1991. 
Molloy regresó a la universidad y se graduó en 1984, con una licenciatura en estudios medievales por la UCD, y un diploma en psicología. Obtuvo su doctorado en 1997. Entre 1997 y 2003, también dirigió talleres en la UCD y comenzó a publicar sus poesías. Pero fue diagnosticada de cáncer de hígado en noviembre de 2003 y murió en Dublín el 4 de enero de 2004.
De forma póstuma, en 2006 se publicó Gethsemane Day, en 2009 Long-Distance Swimmer y en 2019 The Poems of Dorothy Molloy, que recopiló todas estas obras y trabajos inéditos.[cita requerida]

## Reconocimientos
En 1970, Molloy obtuvo el primer premio en el XI Salón Femenino de Arte Actual de Barcelona. Su primer volumen de poemas, titulado Hare soup fue editado en 2004, y ganó el premio Irish Times Poetry Now en 2005 a título póstumo.
En 2020, fue incluida dentro del proyecto “Mujeres Investigadoras en los Archivos Estatales (1900-1970)” para la descripción archivística y creación de un micrositio específico en el Portal de Archivos Españoles (PARES), desarrollado entre 2020-2023. Este proyecto ha sido impulsado por la Subdirección General de Archivos Estatales, con el objetivo visibilizar la labor de investigación realizada en España por las mujeres en el intervalo 1900-1970 partiendo de los registros documentales que se conservan en los Archivos de Gestión de los AAEE del Ministerio de Cultura (el Archivo Histórico Nacional, el Archivo de la Corona de Aragón, el Archivo General de Simancas, el Archivo General de Indias, el Archivo de la Real Chancillería de Valladolid, el Archivo General de la Administración y el Centro de Información Documental de Archivos).